# Noonamyia irregularis
Noonamyia irregularis är en tvåvingeart som först beskrevs av Frey 1958.  Noonamyia irregularis ingår i släktet Noonamyia och familjen lövflugor. Inga underarter finns listade i Catalogue of Life.